# Pteroglossus azara
Pteroglossus azara là một loài chim trong họ Ramphastidae.